# Koray Günter
Koray Günter (født 16. august 1994 i Höxter, Tyskland) er en tysk fodboldspiller med tyrkiske rødder, der spiller som central forsvarsspiller for Galatasaray.

## Ungdoms karriere
Günter startede sin ungdomskarriere i 2001 hos SV Höxter som han spillede hos i fem år, indtil han i 2006 skiftede til SpVgg Brakel. Han spillede der i indtil 2008, hvor han skiftede til Borussia Dortmund, eftersom han var blevet scoutet af talentspejdere fra klubben. Günter var på det tidspunkt en offensiv spiller, og spillede på Borussia Dortmunds akademi. Senere hen blev han rykket ned i forsvaret. Han spillede 5 år for akademiet, indtil han i 2012 blev rykket op på senior truppen, dog på Borussia Dortmund II til at starte med.

## Klubkarriere

### Borussia Dortmund
Günter blev i 2012-13 sæsonen rykket op på Borussia Dortmund II, som er klubbens 2. bedste senior mandskab. Han fik sin debut for Borussia Dortmund II den 28. august 2012 i en kamp imod Karlsruher SC II, hvor Günter var en del af startopstillingen.
Senere i 2012-13 sæsonen udtog træner Jürgen Klopp Günter til en kamp som skulle spilles på hjemmebane imod Fortuna Düsseldorf i Bundesligaen. Günter sad hele kampen på bænken, og fik dermed ikke sin debut.

### Galatasaray SK
Den 30. januar 2014 blev det bekræftet, at den tysk-fødte midterforsvarer skiftede til Galatasaray SK.

## Landshold
Günter spillede fire kampe for Tyrkiet U16 landshold, hvor han senere besluttede sig for, at han ville spillede for Tyskland.
Günter fik sin debut for Tysklands U17 landshold den 4. september 2010 i en venskabskamp imod Aserbajdsjan U17. Han spillede i alt 19 kampe og scorede fire mål.
Den 17. april 2012 fik Günter sin debut for Tysklands U19 landshold imod Tjekkiets U19 landshold.
Den 6. september 2013 fik Günter også sin debut for U20 landsholdet.